# 世界野球ソフトボール連盟
世界野球ソフトボール連盟（せかいやきゅうソフトボールれんめい、英語: World Baseball Softball Confederation、略称: WBSC）は、国際野球連盟（IBAF）と国際ソフトボール連盟（ISF）の統合によって設立された野球・ソフトボール・ベースボール5の国際競技連盟である。
夏季オリンピック国際競技連盟連合、史上初の常任準会員に承認される。

## 概要
- 2013年4月14日 - 東京で開催された第27回IBAF総会において、世界野球ソフトボール連盟（WBSC）設立。IBAF会長のリッカルド・フラッカーリとISF会長のドン・ポーターが共同会長に就任[1]。
- 5月29日 - サンクトペテルブルクで開催された国際オリンピック委員会（IOC）理事会において、2020年夏季オリンピック実施競技候補の最終候補3競技に野球・ソフトボールが選ばれる[3]。
- 9月8日 - ブエノスアイレスで開催されたIOC総会において、2020年夏季オリンピック実施競技の最終候補から1競技を選出する投票が行われ、野球・ソフトボールは落選した[4]。
- 2014年5月10日 - チュニジア・ハマメットで第1回WBSC総会を開催。会長にはリッカルド・フラッカーリ、副会長にはIOC委員でもあるレイナルド・ゴンサレスとメリトン・サンチェスが選出された。理事にはソフトボール女子日本代表元監督の宇津木妙子も選出された。任期は2021年までの7年間。また、準会員としてメジャーリーグベースボール（MLB）、日本野球機構（NPB）、韓国野球委員会（KBO）、中華職業棒球大聯盟（CPBL）のプロ組織4団体が加わった[5][6]。

## 統合組織設立までの経緯
2016年リオデジャネイロオリンピックでの実施競技復帰に失敗した、野球の国際野球連盟（IBAF）は「スポーツにおける女性の地位向上」の観点から、ソフトボールの国際ソフトボール連盟（ISF）は普及度の観点から、今後、単独での復帰は困難であり、これからはお互いが歩み寄り、協力して復帰活動をしたほうが賢明であると判断。2011年10月23日、アメリカ・ヒューストンで開催された両者合同会議において、「男子野球」と「女子ソフトボール」が一つの競技としてオリンピック競技復帰を図る構想を確認するに至った。その後、IBAF会長のリッカルド・フラッカーリとISF会長のドン・ポーターは、復帰条件を確認するため国際オリンピック委員会（IOC）と協議を行い、また組織統合へ向けて両会長も断続的に会談を重ねた。
2012年5月22日、IBAFとISFは、「野球・ソフトボール」を男子野球・女子ソフトボールの、1競技として実施することをIOCに対して共同提案、また同年10月15日には、両競技を統括する新たな国際競技連盟を創設する覚書を交わし、両連盟メンバーで構成される合同委員会を設置した。10月30日、ISFがアメリカ・ヒューストンにおいて臨時総会を開き、投票により賛成多数で、IBAFと合併して新たな国際競技連盟を創設することが承認された。12月17日にはIBAF側でも承認され、ついに統合組織設立が決定したのとともに、この新組織の名称が「世界野球ソフトボール連盟 (WBSC)」となることが発表された。
2013年4月14日、東京で開催された第27回IBAF総会（会場：グランドプリンスホテル新高輪、ホスト：NPB）において、両競技団体の統合組織「WBSC 」が、共同会長を務めるIBAFのフラッカーリ会長と、ISFのポーター会長の、統合規約の調印をもって発足した。記者会見では、新連盟のロゴや、2020年夏季オリンピックでの実施競技復帰を目指したキャンペーン特設サイトの開設、スローガンに「SWING FOR THE FENCES （一発を狙え）」を掲げることが発表された。
今回の統合組織設立に対し、フラッカーリ共同会長は「歴史的な日だ。重要な地点にたどり着いた」、ポーター共同会長は「もう一度オリンピックに復帰するため、われわれは一つになった」と述べた。

## 2020年オリンピック復帰活動

### 復帰へ向けた改善策
世界野球ソフトボール連盟（WBSC）は、オリンピック実施競技について検討される2013年5月の国際オリンピック委員会（IOC）の理事会で、男子野球と女子ソフトボールを1競技2種目としてのオリンピック復帰を目指して、この度の野球とソフトボールの組織統合の他に、以下の改善案を提示した。
- 野球、ソフトボールともに8チームずつが参加、6日間開催（予備日1日）とする
- 野球、ソフトボールともに同一会場とする（先に野球を開催し、マウンドを撤去した後にソフトボールを開催）
- 野球を7回制とする
- 野球の準決勝、決勝戦にMLB選手の参加（協議中）

IOCは実施競技に対してテレビ放送に適していることを求めており、野球の7回制導入による時間短縮や、MLB選手参加協議も、この要求に応えるためである。他にも、開催地の負担になっていた球場建設の経費削減のため両競技同一の球場での開催や、開催期間短縮がある。2013年4月14日のWBSC設立記者会見において、ドン・ポーター共同会長は「試合時間の短縮、テレビ放送のため、いい時間にしていく。ルールの変化にも柔軟性を持っていく。できるだけ短くしたい」と、オリンピック復帰のためならば柔軟に対応していくと述べている。また、今回の統合組織設立を成し遂げたことに加え、これらの改善策を提示することについて、リッカルド・フラッカーリ共同会長は「IOCに我々の『オリンピックに復帰する』という決意を感じてほしい」と述べ、両会長ともにオリンピック復帰に向けて並々ならぬ決意を示した。

### 最終候補3競技決定
2013年5月29日、IOCはロシアのサンクトペテルブルクで開催された理事会において、2020年夏季オリンピックから実施させる競技を候補の8競技から審議し、レスリング、スカッシュとともに野球・ソフトボールの計3競技が最終候補として選出された。選出は、過半数を獲得する競技が現れるまで最下位または得票数0の競技を除外していく方式エクスハウスティブ・バロット（徹底投票）で行われ、レスリングは第1ラウンド第1回投票で半数を超えたため1番に、野球・ソフトボールは第2ラウンドでの空手との決選投票を制して2番に、最後にスカッシュが第3回投票で過半数を獲得して最終候補入りとなった。
野球・ソフトボールの下馬評は低く、不安視されていたものの、2番手で最終候補に残ることができた。WBSCのポーター共同会長は声を詰まらせながら歓喜のコメントを述べるとともに、課題であるMLB選手の参加問題について「参加してもらうよう努力していく」と、オリンピック復帰へ前向きな姿勢を示した。

### 実施競技落選
2013年9月8日、アルゼンチンのブエノスアイレスで開催されたIOC総会において、最終候補3競技から2020年夏季オリンピックで実施される競技の投票が行われ、レスリング49票、野球・ソフトボール24票、スカッシュ22票により、レスリングの残留が決定するとともに、2020年夏季オリンピックでの野球・ソフトボールの不採用が確定した。

### 2020年復帰への期待
実施競技不採用が確定し、2020年での復帰は完全に断たれたものと思われていたが、この2020年夏季オリンピックが、野球・ソフトボールの人気が高く、競技施設もすでに整っている東京が選ばれたこと、これを理由として複数のIOC委員から復帰の可能性が言及されたこと、さらにIOC新会長に選出されたトーマス・バッハが、上限28競技にこだわらず柔軟に改革を進める考えを示したことなどから、野球・ソフトボールの2020年復帰の可能性が湧き上がった。WBSC共同会長のフラッカーリは「ドアはまだ開かれている。東京は野球の施設も十分にあり、予算も圧迫しない。アピールを続けたい」と語り、同会長は日本オリンピック委員会（JOC）の竹田恒和会長と会談して協力を要請、竹田会長もできる限りの協力を約束した。またポーター共同会長も、IOC副会長やアジア・オリンピック評議会（OCA）会長と会談して協力への理解を求めるなど、野球・ソフトボール界は引き続き2020年での復帰を目指して積極的に活動している。
しかし、野球・ソフトボールが2020年に復帰するためには、オリンピック憲章にある「上限28競技」「実施競技は開催7年前までに決定」というこの2項目を改定する必要があり、改定にはIOC委員の3分の2以上の賛成が必要であるためハードルも高く、議論にも時間を要する。IOC競技部長も、バッハ会長の方針次第であると前置きしつつも、競技の再検討は困難であると語っている。この件についてバッハ会長は、「複雑な問題」「全体の調和を乱すリスクがある」と慎重な姿勢を示しつつも、「来年か再来年に提案できるよう努力したい」と改革に前向きな姿勢も示している。11月に来日した際にも「（復帰の）可能性はある」と語っている。

### 2020年復帰へ道開く
前述のとおりIOCのバッハ会長は、選挙公約でもあったオリンピック改革に着手し、40項目による改革案からなる「オリンピック・アジェンダ2020」を作成した。この改革案の一つに、開催都市の大会組織委員会が追加種目を提案できる改革案が提案された。また、競技数の上限は撤廃され種目数の上限となり、追加種目は競技ベースではなく種目ベースなので実施決定期限も開催3年前まで、という案であった。この案が採用されれば、東京オリンピック・パラリンピック競技大会組織委員会(TOCOG)が男子野球や女子ソフトボールを提案すれば、IOC総会での承認を経てそれらが追加種目に採用されることが可能となる。そして2014年12月8日、モナコで開催されたIOC臨時総会において「オリンピック・アジェンダ2020」が採決され、この案は満場一致で可決された。これにより、2020年からの野球・ソフトボール復帰への道が開かれた。
今後の課題としては、まずはTOCOGに野球やソフトボールを開催都市推薦追加種目として提案してもらうことである。追加種目を採用するにあたっては「組織委員会が新たに追加される種目を実施することが可能であること」つまりは運営費を抑制することが求められる。この点は、すでに東京には多くの野球・ソフトボール施設があることから、克服できる可能性が高い。次に、今回の改革では夏季オリンピックの総選手数は約1万500人に抑えることが可決されており、選手数の抑制が求められる。このため、チームスポーツであり選手数の多い野球、ソフトボールを加えて、いかに選手数を調整するかが問題となっていたが、この件についてバッハ会長は「開催都市の費用負担で追加種目を追加する場合は上限種目数、上限選手数を超えてもよい」という見解を示し賛同を得ていることから、この点はすでに解決したものと思われる。
TOCOGから野球、ソフトボールが提案されれば、早ければ2015年7月にクアラルンプールで開催されるIOC総会で承認されることになる。2015年、TOCOGは野球男子とソフトボール女子を2020年東京オリンピック追加種目としてIOCに推薦提案。2016年リオデジャネイロオリンピック開催中のIOC総会で承認された。
2017年、IOCの承認を受けて夏季オリンピック国際競技連盟連合 (ASOIF) がWBSCを準会員とする。
2024年パリオリンピックのイニシャル競技にならないことは2017年6月9日のIOC理事会で、追加種目にならないことは2019年6月25日のIOC総会で決定した。
2021年、2020年東京オリンピックで野球・ソフトボールを実施。
2021年10月10日以降2022年1月19日までにASOIFを退会している。
2023年5月31日、WBSCによるとASOIFがWBSCを史上初の常任準会員（永久準会員）に承認。通常、準会員は追加種目の国際競技連盟に与えられていた資格であったが、追加種目実施の予定がない中での承認であった。
2023年10月、IOC総会で野球・ソフトボールの2028年ロサンゼルスオリンピック追加種目としての実施が承認された。

## WBSCソフトボール殿堂
世界野球ソフトボール連盟（WBSC）は、前身の国際ソフトボール連盟（ISF）から引き継ぎ、顕著な活躍をしたソフトボール選手・監督・コーチ・審判員、およびソフトボールの発展に大きく寄与した人物に対して、隔年で殿堂入りの表彰を行っている。メディアによっては「国際ソフトボール殿堂」とも表現される。

## 統計
WBSCによる推定データ 
選手
- 世界の野球・ソフトボールの競技人口：62,000,000人
- 北アメリカ地域外においてプレーする子どもたち：7,500,000人
- 世界のメジャーなユースプログラムでの登録選手数：7,000,000人
- 2012年のメジャーリーグ・ベースボール（MLB）のロースター登録選手856人中、243人（28.35%）が外国出身選手
- 2012年のマイナーリーグ・ベースボール（MILB）のロースター登録選手7,278人中、3,882人（46.46%）が外国出身選手
- 世界のユース世代のチーム数：500,000+チーム
- 世界のユース世代のリーグ数：40,000+リーグ
- 世界の障害を持つ選手の数：500,000+人
- アメリカ合衆国、カナダ、オーストラリア、プエルトリコのミラクルリーグでプレーする、障害を持つ子どもたち：200,000+人
- アメリカ合衆国、イタリア、ドイツ、フランス、台湾、日本の視覚障害を持つ選手の数：3,000+人

ファン
- 2012年のトッププロリーグ（MLB・NPB・KBO・CPBL・LMB）の合計観客動員数：110,000,000+人
- 2012年のプロリーグ平均観客動員数

MLB：30,895人
NPB：25,000人
KBO：12,800人
ビジネス
- 2012年のMLBの総収入：7,500,000,000米ドル
- 近年のMLB球団売却額

ロサンゼルス・ドジャース：2,150,000,000米ドル
ヒューストン・アストロズ：680,000,000米ドル
シカゴ・カブス：845,000,000米ドル
国際大会
- 2013 ワールド・ベースボール・クラシック

開催地：6ヵ国・地域
出場チーム：28チーム
試合数：63試合（本選+予選）
観客動員数：885,212人
スポンサー数：60
テレビ局数：66
テレビ中継国・地域数：200+ヵ国・地域
150,000,000世帯提供
- 2012 世界女子ソフトボール選手権

開催地：カナダ
出場チーム：16チーム
予選出場チーム：57チーム
試合数：66試合
スポンサー：20

## 主な主催大会・公認大会
野球
- ワールド・ベースボール・クラシック（主催はMLB機構中心のWBCインク。WBSC公認の世界選手権）
- プレミア12
- U-23野球ワールドカップ
- U-18野球ワールドカップ
- U-15野球ワールドカップ
- U-12野球ワールドカップ
- 女子野球ワールドカップ
- ベースボール・チャンピオンズリーグ

ソフトボール
- 女子ソフトボールワールドカップ[35]
- 男子ソフトボールワールドカップ[35]
- U-23男子ソフトボールワールドカップ
- U-18女子ソフトボールワールドカップ[35]
- U-18男子ソフトボールワールドカップ[35]
- U-15女子ソフトボールワールドカップ[35]
- U-12ソフトボールワールドカップ

ベースボール5
- ベースボール5・ワールドカップ
- ユースベースボール5・ワールドカップ

## 加盟国・地域一覧
2023年12月現在
| 大陸連盟     | 国・地域                 | コード | 野球 | SB | 備考     |
| ------------ | ------------------------ | ------ | ---- | -- | -------- |
| アジア       | アフガニスタン           | AFG    | ●    | － |          |
| アジア       | バングラデシュ           | BAN    | ●    | ●  |          |
| アジア       | ブータン                 | BHU    | ●    | ●  |          |
| アジア       | ブルネイ                 | BRU    | ●    | ●  |          |
| アジア       | カンボジア               | CAM    | ●    | ●  |          |
| アジア       | 中国                     | CHN    | ●    | ●  |          |
| アジア       | 香港                     | HKG    | ●    | ●  |          |
| アジア       | インドネシア             | INA    | ●    | ●  |          |
| アジア       | インド                   | IND    | ●    | ●  |          |
| アジア       | イラン                   | IRI    | ●    | ●  |          |
| アジア       | イラク                   | IRQ    | ●    | ●  |          |
| アジア       | ヨルダン                 | JOR    | －   | ●  |          |
| アジア       | 日本                     | JPN    | ●    | ●  |          |
| アジア       | 韓国                     | KOR    | ●    | ●  |          |
| アジア       | サウジアラビア           | KSA    | ●    | ●  |          |
| アジア       | ラオス                   | LAO    | ●    | ●  |          |
| アジア       | マレーシア               | MAS    | ●    | ●  |          |
| アジア       | モンゴル                 | MGL    | ●    | ●  |          |
| アジア       | ミャンマー               | MYA    | ●    | － |          |
| アジア       | ネパール                 | NEP    | ●    | ●  |          |
| アジア       | パキスタン               | PAK    | ●    | ●  |          |
| アジア       | フィリピン               | PHI    | ●    | ●  |          |
| アジア       | パレスチナ               | PLE    | ●    | ●  |          |
| アジア       | 北朝鮮                   | PRK    | ●    | ●  |          |
| アジア       | シンガポール             | SGP    | ●    | ●  |          |
| アジア       | スリランカ               | SRI    | ●    | － |          |
| アジア       | シリア                   | SYR    | ●    | ●  |          |
| アジア       | タイ                     | THA    | ●    | ●  |          |
| アジア       | チャイニーズタイペイ     | TPE    | ●    | ●  |          |
| アジア       | ベトナム                 | VIE    | ●    | ●  |          |
| 南北アメリカ | アルゼンチン             | ARG    | ●    | ●  |          |
| 南北アメリカ | アルバ                   | ARU    | ●    | ●  |          |
| 南北アメリカ | バハマ                   | BAH    | ●    | ●  |          |
| 南北アメリカ | ベリーズ                 | BIZ    | －   | ●  |          |
| 南北アメリカ | ボリビア                 | BOL    | ●    | ●  |          |
| 南北アメリカ | ブラジル                 | BRA    | ●    | ●  |          |
| 南北アメリカ | カナダ                   | CAN    | ●    | ●  |          |
| 南北アメリカ | ケイマン諸島             | CAY    | －   | ●  |          |
| 南北アメリカ | チリ                     | CHI    | ●    | ●  |          |
| 南北アメリカ | コロンビア               | COL    | ●    | ●  |          |
| 南北アメリカ | コスタリカ               | CRC    | ●    | ●  |          |
| 南北アメリカ | キューバ                 | CUB    | ●    | ●  |          |
| 南北アメリカ | キュラソー               | CUW    | ●    | ●  | [ 注 1 ] |
| 南北アメリカ | ドミニカ共和国           | DOM    | ●    | ●  |          |
| 南北アメリカ | エクアドル               | ECU    | ●    | ●  |          |
| 南北アメリカ | エルサルバドル           | ESA    | ●    | ●  |          |
| 南北アメリカ | グアテマラ               | GUA    | ●    | ●  |          |
| 南北アメリカ | ガイアナ                 | GUY    | ●    | － |          |
| 南北アメリカ | ハイチ                   | HAI    | ●    | ●  |          |
| 南北アメリカ | ホンジュラス             | HON    | ●    | ●  |          |
| 南北アメリカ | アメリカ領ヴァージン諸島 | ISV    | ●    | ●  |          |
| 南北アメリカ | イギリス領ヴァージン諸島 | IVB    | －   | ●  |          |
| 南北アメリカ | ジャマイカ               | JAM    | ●    | ●  |          |
| 南北アメリカ | メキシコ                 | MEX    | ●    | ●  |          |
| 南北アメリカ | ニカラグア               | NCA    | ●    | ●  |          |
| 南北アメリカ | パナマ                   | PAN    | ●    | ●  |          |
| 南北アメリカ | ペルー                   | PER    | ●    | ●  |          |
| 南北アメリカ | プエルトリコ             | PUR    | ●    | ●  |          |
| 南北アメリカ | シント・マールテン       | SXM    | ●    | － | [ 注 1 ] |
| 南北アメリカ | タークス・カイコス諸島   | TCA    | －   | ●  | [ 注 1 ] |
| 南北アメリカ | トリニダード・トバゴ     | TTO    | ●    | － |          |
| 南北アメリカ | ウルグアイ               | URU    | －   | ●  |          |
| 南北アメリカ | アメリカ                 | USA    | ●    | ●  |          |
| 南北アメリカ | ベネズエラ               | VEN    | ●    | ●  |          |
| ヨーロッパ   | オーストリア             | AUT    | ●    | ●  |          |
| ヨーロッパ   | ベルギー                 | BEL    | ●    | ●  |          |
| ヨーロッパ   | ベラルーシ               | BLR    | ●    | － |          |
| ヨーロッパ   | ブルガリア               | BUL    | ●    | ●  |          |
| ヨーロッパ   | クロアチア               | CRO    | ●    | ●  |          |
| ヨーロッパ   | キプロス                 | CYP    | ●    | ●  |          |
| ヨーロッパ   | チェコ                   | CZE    | ●    | ●  |          |
| ヨーロッパ   | デンマーク               | DEN    | ●    | ●  |          |
| ヨーロッパ   | スペイン                 | ESP    | ●    | ●  |          |
| ヨーロッパ   | エストニア               | EST    | ●    | ●  |          |
| ヨーロッパ   | フィンランド             | FIN    | ●    | ●  |          |
| ヨーロッパ   | フランス                 | FRA    | ●    | ●  |          |
| ヨーロッパ   | イギリス                 | GBR    | ●    | ●  |          |
| ヨーロッパ   | ジョージア               | GEO    | ●    | ●  |          |
| ヨーロッパ   | ドイツ                   | GER    | ●    | ●  |          |
| ヨーロッパ   | ガーンジー               | GGY    | －   | ●  | [ 注 1 ] |
| ヨーロッパ   | ギリシャ                 | GRE    | ●    | ●  |          |
| ヨーロッパ   | ハンガリー               | HUN    | ●    | ●  |          |
| ヨーロッパ   | アイルランド             | IRL    | ●    | ●  |          |
| ヨーロッパ   | イスラエル               | ISR    | ●    | ●  |          |
| ヨーロッパ   | イタリア                 | ITA    | ●    | ●  |          |
| ヨーロッパ   | コソボ                   | KOS    | ●    | ●  |          |
| ヨーロッパ   | ラトビア                 | LAT    | ●    | － |          |
| ヨーロッパ   | リトアニア               | LTU    | ●    | ●  |          |
| ヨーロッパ   | モルドバ                 | MDA    | ●    | ●  |          |
| ヨーロッパ   | マルタ                   | MLT    | ●    | ●  |          |
| ヨーロッパ   | オランダ                 | NED    | ●    | ●  |          |
| ヨーロッパ   | ノルウェー               | NOR    | ●    | ●  |          |
| ヨーロッパ   | ポーランド               | POL    | ●    | ●  |          |
| ヨーロッパ   | ポルトガル               | POR    | ●    | － |          |
| ヨーロッパ   | ルーマニア               | ROU    | ●    | ●  |          |
| ヨーロッパ   | ロシア                   | RUS    | ●    | ●  |          |
| ヨーロッパ   | スロベニア               | SLO    | ●    | ●  |          |
| ヨーロッパ   | サンマリノ               | SMR    | ●    | ●  |          |
| ヨーロッパ   | セルビア                 | SRB    | ●    | ●  |          |
| ヨーロッパ   | スイス                   | SUI    | ●    | ●  |          |
| ヨーロッパ   | スロバキア               | SVK    | ●    | ●  |          |
| ヨーロッパ   | スウェーデン             | SWE    | ●    | ●  |          |
| ヨーロッパ   | トルコ                   | TUR    | ●    | ●  |          |
| ヨーロッパ   | ウクライナ               | UKR    | ●    | ●  |          |
| アフリカ     | ベナン                   | BEN    | ●    | ●  |          |
| アフリカ     | ボツワナ                 | BOT    | －   | ●  |          |
| アフリカ     | ブルキナファソ           | BUR    | ●    | ●  |          |
| アフリカ     | コートジボワール         | CIV    | ●    | － |          |
| アフリカ     | カーボベルデ             | CPV    | ●    | ●  |          |
| アフリカ     | エジプト                 | EGY    | ●    | ●  |          |
| アフリカ     | ガンビア                 | GAM    | －   | ●  |          |
| アフリカ     | ガーナ                   | GHA    | ●    | ●  |          |
| アフリカ     | ケニア                   | KEN    | ●    | ●  |          |
| アフリカ     | レソト                   | LES    | ●    | ●  |          |
| アフリカ     | ナイジェリア             | NGR    | ●    | ●  |          |
| アフリカ     | 南アフリカ共和国         | RSA    | ●    | ●  |          |
| アフリカ     | セネガル                 | SEN    | －   | ●  |          |
| アフリカ     | シエラレオネ             | SLE    | ●    | － |          |
| アフリカ     | タンザニア               | TAN    | ●    | ●  |          |
| アフリカ     | トーゴ                   | TOG    | ●    | － |          |
| アフリカ     | チュニジア               | TUN    | ●    | ●  |          |
| アフリカ     | ウガンダ                 | UGA    | ●    | ●  |          |
| アフリカ     | ザンビア                 | ZAM    | ●    | ●  |          |
| アフリカ     | ジンバブエ               | ZIM    | ●    | ●  |          |
| オセアニア   | アメリカ領サモア         | ASA    | ●    | ●  |          |
| オセアニア   | オーストラリア           | AUS    | ●    | ●  |          |
| オセアニア   | フィジー                 | FIJ    | ●    | － |          |
| オセアニア   | ミクロネシア連邦         | FSM    | ●    | ●  |          |
| オセアニア   | グアム                   | GUM    | ●    | ●  |          |
| オセアニア   | マーシャル諸島           | MHL    | ●    | ●  |          |
| オセアニア   | 北マリアナ諸島           | MNP    | ●    | ●  | [ 注 1 ] |
| オセアニア   | ニューカレドニア         | NCL    | ●    | － | [ 注 1 ] |
| オセアニア   | ニュージーランド         | NZL    | ●    | ●  |          |
| オセアニア   | パラオ                   | PLW    | ●    | ●  |          |
| オセアニア   | パプアニューギニア       | PNG    | ●    | ●  |          |
| オセアニア   | ソロモン諸島             | SOL    | ●    | ●  |          |
| オセアニア   | トンガ                   | TGA    | ●    | ●  |          |

## 準会員一覧
- アメリカアマチュア野球会議（英語版）（AABC）
- フランス語圏野球ソフトボール協会（AFBS）
- イタリア盲人野球協会（AIBxC）
- ベーブ・ルース・リーグ（英語版）（BRL）
- 中華職業棒球大聯盟（CPBL）
- リーガ・デ・ベイスボル・プロフェシオナル・デ・ラ・レプブリカ・ドミニカーナ（LIDOM）
- 韓国野球委員会（KBO）
- リーガ・メヒカーナ・デ・ベイスボル（LMB）
- リーガ・メヒカーナ・デル・パシフィコ（LMP）
- 日本野球機構（NPB）
- ポニーリーグ
- リーガ・デ・ベイスボル・プロフェシオナル・ロベルト・クレメンテ（LBPRC）
- アメリカ専門スポーツ協会（英語版）（USSSA）
- リーガ・ベネソラーナ・デ・ベイスボル・プロフェシオナル（LVBP）

## 後援組織一覧
- マイナーリーグ・ベースボール（MILB）
- ダッチ・ベースボールリーグ（KNBSB）
- イタリアン・ベースボールリーグ（IBL）
- リーガ・メヒカーナ・デ・ベイスボル（LMB）
- リーガ・メヒカーナ・デル・パシフィコ（LMP)
- アメリカ・アマチュア野球協会（AABC）
- ベーブ・ルース・リーグ（BRL）
- ディクシー・ユース・ベースボール（DYB）
- リトルリーグ・ベースボール（LLB）
- 日本ソフトボール協会（JSL)
- リトルリーグ・ソフトボール（LLS）
- ポニーリーグ・ベースボール・ソフトボール（PONY）
- ティーボールUSA（T-BALL）

## WBSCグローバルパートナー

### 野球
2024年時点

#### グローバルスポンサー
- コナミデジタルエンタテインメント[38]
- ラグザス[39]
- 興和
- 三菱UFJ銀行
- NIPPON EXPRESSホールディングス

#### オフィシャサプライヤー
- Corpay
- SSK
- SYNERGY SPORTS
- トラックマン

### ソフトボール
2024年時点

#### オフィシャサプライヤー
- Corpay
- ミズノ
- SYNERGY SPORTS
- トラックマン